# 平成30年台風第12号
平成30年台風第12号（へいせい30ねんたいふうだい12ごう、アジア名：ジョンダリ/Jongdari、命名:北朝鮮、意味:ヒバリ）は、2018年7月25日に発生した台風で、極めて複雑な進路を取ったことが特徴である。

## 概要

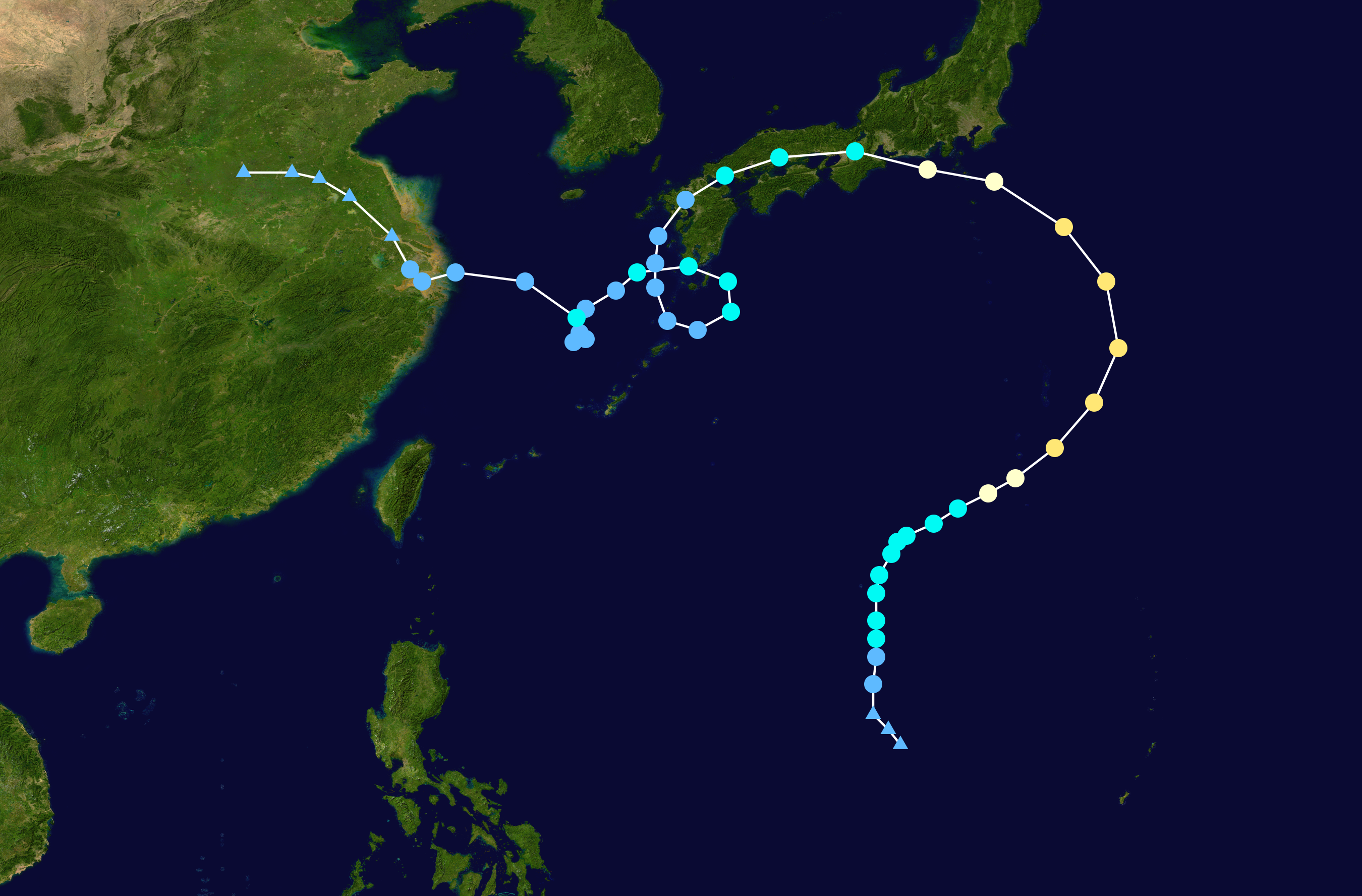
進路図

7月20日頃にチューク近海で形成が始まった低圧部が、24日3時に熱帯低気圧に発達。合同台風警報センター（JTWC）は22日12時（協定世界時22日3時）に熱帯低気圧番号15Wを付番した。熱帯低気圧は25日3時（協定世界時24日18時）に日本の南の北緯20度20分、東経136度35分で台風となり、アジア名ジョンダリ（Jongdari）と命名された。
台風は26日21時に「強い」勢力に発達したのち、27日午後に小笠原諸島の東海上を北上、進路を西寄りに変え28日午後には伊豆諸島に接近した。台風はその後も東海道沖を西進し続け、29日午前1時頃に中心気圧970hPa、最大風速35m/sの「強い」勢力のまま三重県伊勢市付近に上陸した。上陸後も台風は西進し、近畿、中国地方(広島・福山市付近)を通過した後瀬戸内海に抜け、同日17時半頃に福岡・豊前市付近に再上陸した。台風は九州を南下し、屋久島付近と東シナ海で2度小さなループを描きながら西進し、8月3日頃に中国の上海付近に上陸し、同日21時に華中の北緯32度、東経120度で熱帯低気圧に変わった。
東から西、西から南へと進む異例のコースから、“逆走台風”とも呼ばれた。過去には1999年に「逆走ハリケーン」がカリブ海を襲ったこともある。
事後解析では、最低気圧は960hPaに上方修正され、30日21時から31日9時までの期間が熱帯低気圧に格下げされた。
| 順位 | 名称               | 国際名    | 年     | 南下幅 (緯度) |
| ---- | ------------------ | --------- | ------ | ------------- |
| 1    | 平成15年台風第18号 | Parma     | 2003年 | 8.9           |
| 2    | 平成29年台風第5号  | Noru      | 2017年 | 8.2           |
| 3    | 平成5年台風第27号  | Manny     | 1993年 | 7.5           |
| 3    | 平成16年台風第25号 | Muifa     | 2004年 | 7.5           |
| 5    | 昭和61年台風第14号 | Wayne     | 1986年 | 6.9           |
| 6    | 平成12年台風第15号 | Bopha     | 2000年 | 6.7           |
| 7    | 平成3年台風第20号  | Nat       | 1991年 | 6.6           |
| 8    | 平成8年台風第25号  | Ernie     | 1996年 | 6.4           |
| 9    | 平成30年台風第12号 | Jongdari  | 2018年 | 6.3           |
| 10   | 昭和39年台風第14号 | Kathy     | 1964年 | 6.2           |
| 10   | 昭和52年台風第12号 | Dinath    | 1977年 | 6.2           |
| 10   | 昭和59年台風第25号 | Bill      | 1984年 | 6.2           |
| 10   | 令和4年台風第11号  | Hinnamnor | 2022年 | 6.2           |

## 経路の原因
台風12号は東側から日本列島に接近・上陸し、本州を西進する珍しい経路で進んだ。その原因は日本付近を覆っていた太平洋高気圧とチベット高気圧が朝鮮半島から北日本にかけて存在したことで、台風は日本列島付近で高気圧に行く手を阻まれ、さらに北海道付近にあった寒冷渦が日本の南に移動してきたことで、寒冷渦が作る反時計回りの風に乗って台風が移動したことが原因とされている。

## 気象状況
当時、北日本付近には東西に伸びる気圧の尾根が存在しており、台風の北上を妨げた。
また、台風が寒冷渦に接近すると、藤原の効果と言われる相互作用が働く。寒冷渦が台風の北側に存在し、そこに台風が接近したことで藤原の効果が働き、台風は弱まった寒冷渦と回転しながら一体化。その後、高気圧の縁辺流の流れに乗り、西へ進んだ。

## 被害・影響

### 被害
- 7月28日午後7時半ごろ、神奈川県小田原市の海沿いを走る国道135号で、乗用車やパトカー、それに消防の救急車など15台の車両が高波で冠水して乗用車が立往生し、避難する際に20代の男女2人が軽いけがをした[11]。
- 静岡県熱海市では、ホテルにあるレストランの窓ガラスが高波で割れ、子どもを含む5人が軽いけがをした[12]。
- 三重県津市では、津駅東口ロータリーの天井と大門の国道23号の歩道の屋根がそれぞれ風の影響を受けて落下するなど[13]、多くの被害が出た。
- 三重県伊賀市では、倒木などの被害が相次ぎ、市内の道路だけで約30か所が一時通行止めとなった[14]。
- 三重県名張市では、床下浸水や道路の冠水などが発生した[14]。
- 消防庁のまとめによると7月30日7時45分時点で人的被害は、静岡県など1都1府8県で重症者3名、軽傷者20名[15]となっている。
- 毎日放送（MBSラジオ）は台風12号の影響による落雷が大阪府高石市にある高石送信所のアンテナにあったため29日午前3時33分から送信が一時ストップした[16]。
- この台風によって、合計で32人の軽傷者と3人の重傷者が出た[17]。また住家被害は、半壊4棟、一部破損269棟、床下浸水37棟などとなった[17]。
- 西日本豪雨の被災地を通過したことから被害拡大が懸念された。

### インフラ

#### 交通
- 空の便は28日は羽田や成田など関東の空港便を中心にANAやJAL、Peach、ジェットスターの4社だけで合計263便、約4万人に影響が出た[18]。29日は中部、関西などの便が同4社計で140便以上、約1万6千人に影響が出た[19]。30日以降も種子島付近で迷走した影響で鹿児島や宮崎など南九州の便を中心に影響が出た。また、国際線にも欠航・大幅遅延・ダイバートが発生した。

### イベントなど
- JリーグはJ1リーグ18節の3試合、J2リーグ26節の4試合、J3リーグ第3節の1試合、計8試合が中止順延となった[20]。

- 28日の東京都台東区・第41回隅田川花火大会は29日に順延。[21]。
- 28日に静岡市で行われる第65回安倍川花火大会が順延となり29日も川の増水が予想されたため8月以降の開催を検討（その後警備などの体制がとれないことから今年度は実施せず）。
- 28 - 29日の滋賀県彦根市・松原水泳場『第41回鳥人間コンテスト選手権大会』は28日に一部競技のみ実施、29日は中止[22]。
- 28日に兵庫県姫路市姫路港で開催が予定されていた第40回姫路みなと祭海上花火大会が中止。順延開催も無し。
- 28日に神奈川県川崎市川崎市の等々力陸上競技場で予定されていた音楽バンド「SHISHAMO」のスタジアムライブ、「SHISHAMO NO 夏MATSURI!!! 〜ただいま川崎2018〜」が中止。順延開催もなし。
- 28 - 29日に山口県山口市の山口きらら博記念公園で開催が予定されていた野外音楽イベント『WILD BUNCH FEST.2018』は、BiSHなどが出演予定だった2日目（29日）のステージが中止となった。